# Långvattnet (Nordmalings socken, Ångermanland)
Långvattnet är en sjö i Nordmalings kommun i Ångermanland och ingår i Leduåns huvudavrinningsområde. Sjön har en area på 1,12 kvadratkilometer och ligger 179 meter över havet. Sjön avvattnas av vattendraget Leduån.

## Delavrinningsområde
Långvattnet ingår i det delavrinningsområde (708080-166201) som SMHI kallar för Utloppet av Långvattnet. Medelhöjden är 222 meter över havet och ytan är 12,32 kvadratkilometer. Räknas de 8 avrinningsområdena uppströms in blir den ackumulerade arean 65,1 kvadratkilometer. Avrinningsområdets utflöde Leduån mynnar i havet. Avrinningsområdet består mestadels av skog (75 procent). Avrinningsområdet har 1,11 kvadratkilometer vattenytor vilket ger det en sjöprocent på 9 procent.